# Mount Tiekel
Mount Tiekel ist ein 1820 m hoher Berg in Alaska, 36 km östlich Valdez und 18 km nordöstlich des Thompson-Passes und des Worthington-Gletschers. Der Richardson Highway mit der Trans-Alaska-Pipeline führt zwei Kilometer östlich des Gipfels nach Norden. 
Im Tiekel River Valley gibt es eine Lodge gleichen Namens. Der Berg gehört zu den von Valdez aus am leichtesten erreichbaren Trekkingzielen. In der Umgebung liegen der Tonsina Lake und die Täler des Copper River sowie des Stuart Creek und seines Zuflusses Mill Creek.